# Sharon Fontaine-Ishpatao
Sharon Fontaine-Ishpatao est une actrice et artiste multidisciplinaire innue originaire de Uashat, sur la Côte-Nord du Québec. Elle est connue notamment pour son rôle dans le film Kuessipan, qui lui a valu une nomination pour le Prix Iris de la révélation de l'année au Gala Québec Cinéma en 2020.

## Biographie
Sharon est née vers 1997,. En 2014, âgée de 16 ans, elle réalise grâce au Wapikoni mobile le court-métrage De face ou de profil qui lui a valu le prix du Coup de cœur Télé-Québec au Festival Présence autochtone en 2015.
Elle est diplômée en arts visuels au Cégep de Sept-Îles et a entrepris des études en théâtre à l'Université Laval après le tournage de Kuessipan,.

## Filmographie

### Cinéma
- 2019 : Kuessipan de Myriam Verreault : Mikuan Vollant
- 2023 : La cartomancie du territoire de Philippe Ducros

### Télévision
- 2020 : Toute la vie : Ozalée
- 2023 : Les perles : Cynthia Picard

## Théâtre
- 2021 : La cartomancie du territoire de Philippe Ducros, Productions Hôtel-Motel[7].
- 2022 : Mashinikan de Marco Collin, Productions Menuentakuan[8].
- 2023 : Manikanetish, adapté au théâtre par Naomi Fontaine et Julie-Anne Ranger-Beauregard, Théâtre Jean-Duceppe
- 2024 : Kukum de Michel Jean, adapté au théâtre par Laure Morali, Théâtre du Nouveau Monde[9]

## Réalisation
- 2014 : De face ou de profil (court-métrage)

## Distinctions

### Récompenses
- 2015 : Prix Coup de cœur de la Fabrique culturelle de Télé-Québec, Festival Présence autochtone.
- 2016 : Prix du meilleur documentaire au Festival du Film Étudiant de Québec[10].
- 2020 : Prix de la meilleure actrice au National Indigenous Screen Awards à Winnipeg[3].
- 2020 : Prix Révélation au Festival du film canadien de Dieppe[6].

### Nominations
- 2019 : Prix Iris de la révélation de l'année, Gala Québec Cinéma